# Château de la Roque (Terre-de-Bancalié)
Pour les articles homonymes, voir Château de la Roque (homonymie).
Le château de la Roque est un château situé à Terre-de-Bancalié, en France.

## Localisation
Le monument est situé dans le département français du Tarn, au sommet d'un éperon rocheux culminant à 477 mètres et surplombant la vallée du Dadou. 

## Historique
Les origines du château remonteraient à l'époque carolingienne. Il correspond à la seigneurie médiévale de l'Arifadès ou la Roque d'Arifat constituée des communes d'Arifat, de Saint-Antonin-de-Lacalm et du Travet. Dans les documents historiques, il est désigné sous différentes dénominations à savoir « La Roque », « Laroque », « Larroque », « Laroque d'Arifat » ou « Laroque-Travanet ».
Il était la propriété d'une branche cadette de la Maison de Montoire-Vendôme, seigneurs de Castres, avant d'être vendu à la fin du XVe siècle ou au début du XVIe siècle.

## Description
Le château semble avoir couvert un rectangle de 50 mètres de longueur sur 20 mètres avec une tour à chaque angle.
Parmi les vestiges actuels du château, il subsiste une tour carrée de 7 mètres de côté et de 15 mètres de hauteur et remontant au XIe siècle ou XIIe siècle, ainsi que des ruines dont des pans de murs d'enceinte édifiés entre le XIIe siècle et le XIIIe siècle,.
Depuis 2016, l'association Castelroc en Arifadès, membre de l'union Rempart, s'occupe de la valorisation du site à travers des chantiers bénévoles et diverses animations.

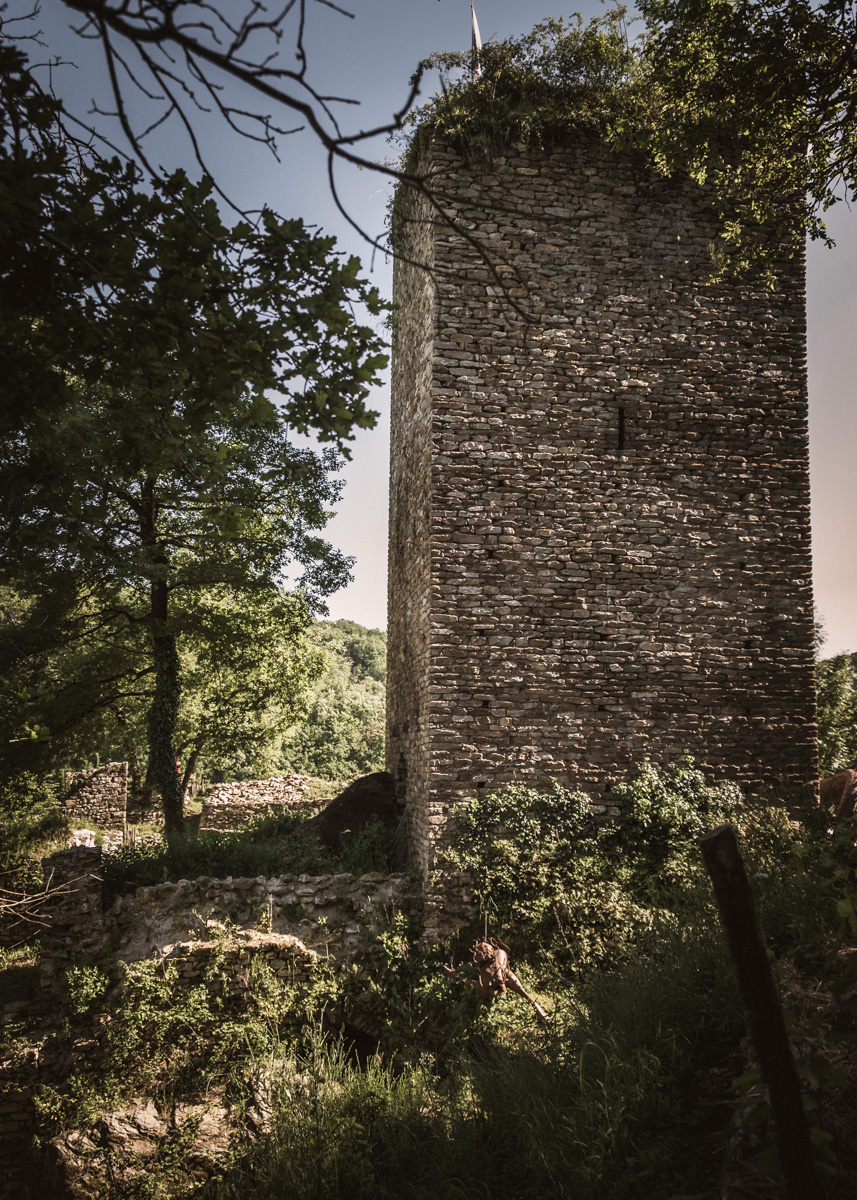
Tour du château
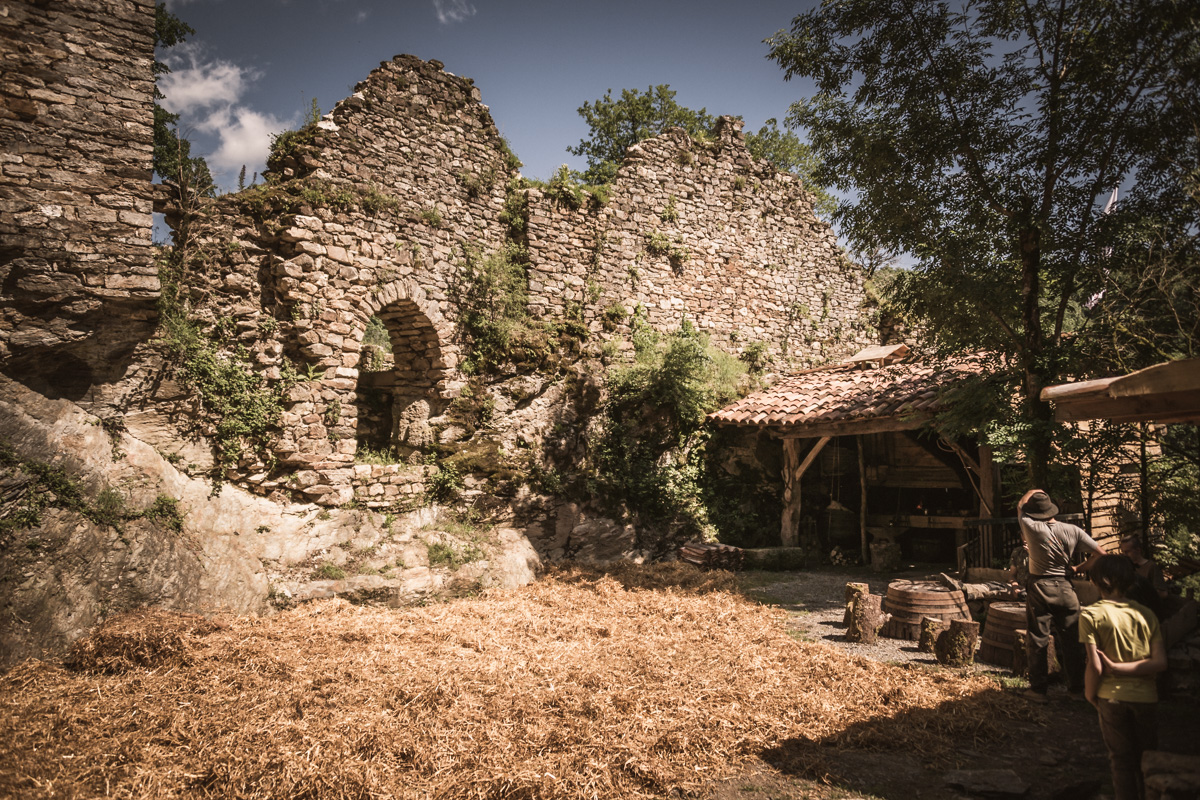
Vestiges du château
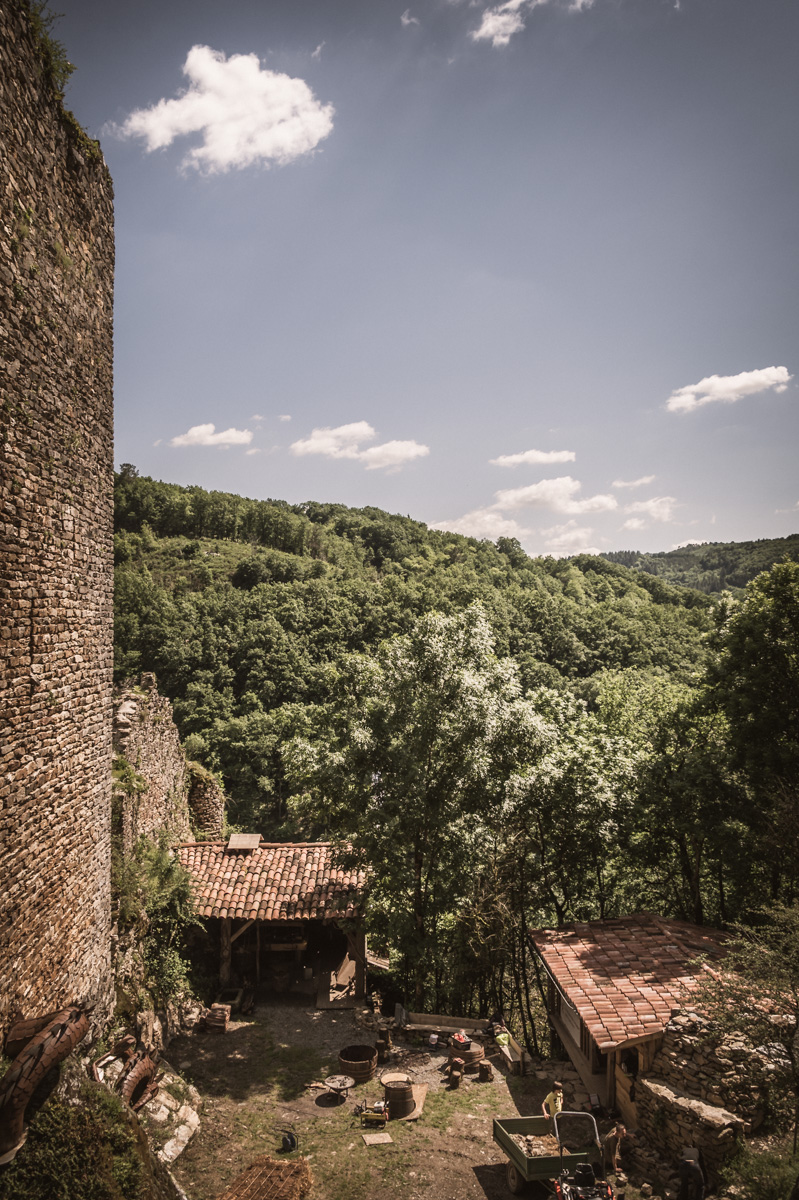
Vue de la vallée du Dadou